# Liste der Museen im Bezirk Reutte
Die Liste der Museen im Bezirk Reutte  gibt einen Überblick über aktuelle und ehemalige Museen im Bezirk Reutte in Tirol, der mit der Region Außerfern deckungsgleich ist.

## Aktuelle Museen
| Gemeinde           | Name                                      | Kurzbeschreibung | gegründet/ eröffnet | Träger                            | Standort                          | Bild           | Link |
| ------------------ | ----------------------------------------- | --- | ------------------- | --------------------------------- | --------------------------------- | -------------- | ---- |
| Berwang            | Heimatmuseum Berwang                      | Das Museum in einem bäuerlichen Wohnhaus zeigt die Einrichtung von Küche und Stube, bäuerliche Arbeits- und Gebrauchsgegenstände, eine Skisammlung und eine Fotoausstellung "Altes Berwang". |                     | Gemeinde Berwang                  | Simashaus                         |                |      |
| Bichlbach          | Zunftmuseum Bichlbach                     | Das Museum Im Zunftmuseum zeigt Objekte und Materialien der Handwerkskunst und des Zunftwesens, die die Geschichte der Außerferner Handwerker dokumentieren, unter anderem der Zimmerer, Maurer, Maler, Stuckateure und Bildhauer. | 2006                | Gemeinde Bichlbach                | Wahl                              |                |      |
| Ehrwald            | BAHNORAMA anno 1926                       | Das Museum zeigt den Original-Seilbahnantrieb der ersten Seilbahn von 1926 sowie deren Führerstand mit alten Bedienelementen in Funktion. | 2018                | Tiroler Zugspitzbahn              | Tiroler Zugspitzbahn, Talstation  |                |      |
| Ehrwald            | Der Schneekristall                        | Das Museum in einem sechseckigen kristallinen Gebäude auf der Aussichtsplattform der Zugspitze zeigt die unzähligen Erscheinungsformen des Schneekristalls und bereitet das Thema wissenschaftlich und geschichtlich auf. | 2016                | Tiroler Zugspitzbahn              | Zugspitze, Aussichtsplattform     |                |      |
| Ehrwald            | Faszination Zugspitze                     | Das Museum bietet dem Besucher Einblicke in die Themenbereiche: "Eroberung der Zugspitze" (Erstbesteigung, Geschichte und Entwicklung der Zugspitzbahn), "Ausblicke" (Aussichtsplattform, Höhenmodell und begehbare großflächige Landkarte der Zugspitzregion), "Sinnesvisionen" (Naturschauspiele am Berg) und "Abschied vom Berg" (Höhenzonen).                                            | 2005                | Tiroler Zugspitzbahn              | Tiroler Zugspitzbahn, Bergstation |                |      |
| Ehrwald            | Museum im Spinnhof Ehrwalder Heimatmuseum | Das Museum hat vier Themenschwerpunkte: urgeschichtliche Funde aus Ehrwald (1550 – 250 v. Chr.), Künstler, Musiker, Schriftsteller und Wissenschaftler, die in Ehrwald lebten, Wald als Lebensgrundlage mit der Geschichte und wirtschaftlichen Entwicklung des Ortes, und lokales Brauchtum.                                                                                                | 2020                | Verein Ehrwalder Heimatmuseum     | Innsbrucker Straße                |                |      |
| Elbigenalp         | Wunderkammer Elbigenalp                   | Das Museum dokumentiert die Gegend, die Geschichte des Lechtales sowie dessen bekannte und berühmte Persönlichkeiten wie Anna Stainer-Knittel und Johann Anton Falger und zeigt Leihgaben von Lechtalern zu den Themen Alltagskultur, Trachtenwesen, Jagd und die Beziehung des bayerischen Königshauses zu Elbigenalp.                                                                      | 2015                | Gemeinde Elbigenalp               | Doktorhaus                        |                |      |
| Höfen              | Flugzeugmuseum Hangar SW                  | Das Museum dokumentiert mit den ausgestellten Militärflugzeugen und anderen Exponaten die richtungsweisenden Entwicklungen der Luftfahrtgeschichte von 1914 bis 1945, also im Zeitraum der beiden Weltkriege. | 2022                |                                   | Lechau                            | weitere Bilder |      |
| Holzgau            | Holzgauer Heimatmuseum                    | Das Museum zeigt bäuerliche Wohn- und Arbeitsräume mit Einrichtung (Bauernstube, Schlafkammer, Küche), Bauernmöbel, Bekleidung, Haushaltsgeräte, landwirtschaftliche Arbeitsgegenstände (Milch-, Holzverarbeitung), Dokumentation der Handels- und Handwerkstätigkeit in Holzgau im 18. und 19. Jh. (Handel in Holland, Maurer- und Stukkateurtätigkeit in ganz Europa, Schlosserei).        | 1984                |                                   | Doppelhaushälfte                  | weitere Bilder |      |
| Gramais            | Huamhaus                                  | Das Museum zeigt durch den Wandel ländlicher Wirtschaftsformen nach dem 2. Weltkrieg überflüssig gewordenen Werkzeuge des bäuerlichen Hausgewerbes bilden sowie Einrichtungsgegenstände und Objekte der Volkskunst und der Volksfrömmigkeit. | 2011                | Heimatmuseumsverein Gramais       | Gramaiser Straße                  |                |      |
| Lermoos            | Drei Mohren Museum                        | Das Museum in dem im ehemaligen Gutsverwalterhaus dokumentiert die ehemalige Anwaltschaft, die Geschichte des einstigen Nobelhotels Zum Mohren (später: Drei Mohren) und die Lage an der Transitstrecke zwischen Venedig und den süddeutschen Handelsstädten. | 2007                | privat                            | Innsbrucker Straße                |                |      |
| Reutte             | Burgenwelt Ehrenberg                      | Das Museum dokumentiert das Leben im Mittelalter auf Burg Ehrenberg und im damaligen Europa anhand der Themenbereiche: Via Claudia Augusta, Ritteralltag, Kreuzzüge, Handel, Alchimie, Seuchen etc. | 2006                |                                   | Burgruine Ehrenberg               | weitere Bilder |      |
| Reutte             | Museum im Grünen Haus                     | Das Museum dokumentiert die kulturgeschichtliche Bedeutung des Außerfern und der Marktgemeinde Reutte in den Themenbereichen Frühgeschichte, Geologie, Via Claudia Augusta, Geographie des Außerfern, Kunst, Salzhandel und Wirtschaft, Volksfrömmigkeit und Musik und zeigt eine Gemäldesammlung Reuttener Künstler wie Balthasar Riepp, Anna Stainer-Knittel und der Malerfamilie Zeiller. | 1990                | Museumsverein des Bezirkes Reutte | Grünes Haus                       | weitere Bilder |      |
| Tannheim           | Felixé Mina's Haus                        | Das Museum in einem 1698 errichteten Wohnhaus dokumentiert das bürgerliche Wohnen auf dem Lande mit Möbeln aus verschiedenen Epochen (17.- Anf. 20. Jh.). Zu den Räumen zählen Stube, Oberstube, Musikzimmer, Gaden und Kammer. Gezeigt wird auch historische Haushaltwäsche, Kleidung und persönliche Gegenstände der ehemaligen Bewohner.                                                  | 2012                | Gemeinde Tannheim                 | Höf                               |                |      |
| Tannheim           | Heimatmuseum Tannheimertal                | Das Museum in einem bäuerlichen Wohnhaus zeigt bäuerliche Wohnräume mit Einrichtung (Stube, Schlafzimmer, Küche), Erkstätten (Schmiede, Weberei, Tischlerei, Schusterei), landwirtschaftliche Geräte und Fahrzeuge, Gegenstände der Milch- und Viehwirtschaft, Kleidung und Trachten sowie eine umfangreiche Fotosammlung zur Regionalgeschichte.                                            | 1990                | Museumsverein Tannheimertal       | Kienzen                           | weitere Bilder |      |
| Weißenbach am Lech | Mühlenmuseum MillersMiehl                 | Das Museum präsentiert im Innen- und Außenbereich einer gebäudeübergreifenden Ausstellung Gegenstände der Landwirtschafts- und Handwerksgeschichte Weißenbachs im Zeitraum 1850 bis in die Mitte des 20. Jahrhunderts, die alle einen örtlichen Bezug haben und die Durchdringung von bäuerlichem Alltagsleben mit den traditionellen Handwerksberufen verdeutlichen.                        | 2021                | privat                            | Oberbach                          |                |      |

## Ehemalige Museen
| Gemeinde | Name                  | Kurzbeschreibung | gegründet/ eröffnet | geschlossen/ aufgelöst | Träger             | Standort              | Bild           | Link |
| -------- | --------------------- | --- | ------------------- | ---------------------- | ------------------ | --------------------- | -------------- | ---- |
| Vils     | Museum der Stadt Vils | Das Museum hatte die Themenbereiche Stadtgeschichte, Zunftwesen, Pfarrgeschichte, sakrale und profane Kunst, unter anderem Werke des Malers Balthasar Riepp (1703–1764) und des Bildhauers Nikolaus Babel (1643–1728), Musik, unter anderem Geigenbau und Musikhandschriften, Grabfunde der Burg Vilsegg und eine geologisch-paläontologische Sammlung. |                     | 2020                   | Museumsverein Vils | ehemaliges Pflegehaus | weitere Bilder |      |